# 愛德文·哈勃
愛德溫·鮑威爾·哈勃（英語：Edwin Powell Hubble，1889年11月20日—1953年9月28日），美國天文學家，被普遍认为是星系天文学的奠基人与观测宇宙学的开创者。
通过对星云的研究，哈勃證實了銀河系外其他星系的存在，並发现了大多数星系都存在紅移的現象，建立了哈勃定律，是宇宙膨脹的有力证据（参见大爆炸理论）。為紀念哈勃的貢獻，小行星2079、哈勃环形山与哈勃太空望遠鏡均以他的名字來命名。

## 生平
哈勃出生於密蘇里州一個保險從業員的家庭，1898年移居到伊利諾州。他在少年時代擅長運動，在運動比賽常常進三甲，曾在跳高項目刷新州際紀錄。
他曾在芝加哥大學修讀數學及天文學，1910年取得理學士學位，及後於英國牛津大學修讀法律碩士學位，亦是首批羅德學者之一。
之后，他回到芝加哥大學攻讀博士學位，於叶凯士天文台研究天文，1917年畢業获得博士学位。
第一次世界大战后，他应征入伍，并快速晋升为少校。战争结束後的1919年，哈勃獲威尔森天文台的喬治·海爾聘用，成為其終身職位。該天文台曾建造一台200英吋口徑的望遠鏡，哈勃是第一個使用者。
1924年哈伯利用造父變星確認了仙女座星系距離異常遙遠，
這項發現證實了宇宙比以前天文學家普遍假想的大得多，也證實了島宇宙假說，並解決了沙普利-柯蒂斯之爭。
哈伯的發現很快的登上紐約時報，並在1925年初在美國天文學會的會議上報告。
雖然哈伯對仙女座星系的正式論文直到1929年才發表。
哈勃曾發現銀河外星系的红移与距離的關係，即哈勃定律，为宇宙大爆炸理论提供了有力的支持。此外，他曾發現小行星1373。
為紀念哈伯的貢獻，小行星2069、月球上的哈勃環形山以及哈勃太空望遠鏡均以他的名字來命名。
1953年9月28日，哈伯於加州聖瑪利諾因腦血栓逝世。哈伯逝後並未舉行任何喪禮，其妻子葛蕾絲·哈伯也未向大眾公開哈伯的死訊。

## 參看
- 天文学
  - 距离测量
  - 宇宙距离阶梯
  - k-修正（英语：K correction）
- 星系
  - 哈勃序列
  - 星系型态分类
  - 螺旋星系
  - 渦狀星系
- 宇宙学
  - 大爆炸
  - 哈勃–勒梅特定律
  - 广义相对论
- 哈伯太空望遠鏡
- 沙普利-柯蒂斯之争

## 外部連結
- 時代 100 個人資料 （页面存档备份，存于）
- 美國物理協會：哈伯傳記 （页面存档备份，存于）
- 天文學家：哈伯